# موناسترو دی لانتزو
موناسترو دی لانتزو (به ایتالیایی: Monastero di Lanzo) یک کومونه در ایتالیا است که در استان تورین واقع شده‌است.

## خصوصیات
موناسترو دی لانتزو ۱۷٫۶ کیلومترمربع مساحت و ۳۹۸ نفر جمعیت دارد و ۸۲۵ متر بالاتر از سطح دریا واقع شده‌است.